# Kanton Dreux-Ouest
Kanton Dreux-Ouest (francouzsky Canton de Dreux-Ouest) je francouzský kanton v departementu Eure-et-Loir v regionu Centre-Val de Loire. Tvoří ho devět obcí.

## Obce kantonu
- Allainville
- Boissy-en-Drouais
- Crécy-Couvé
- Dreux (západní část)
- Garancières-en-Drouais
- Louvilliers-en-Drouais
- Montreuil
- Saulnières
- Vert-en-Drouais